# Hypocenomyce castaneocinerea
Hypocenomyce castaneocinerea är en lavart som först beskrevs av Räsänen, och fick sitt nu gällande namn av Timdal. Hypocenomyce castaneocinerea ingår i släktet Hypocenomyce och familjen Ophioparmaceae.  Arten är reproducerande i Sverige. Inga underarter finns listade i Catalogue of Life.